# Apostelkirche (Greding)
Die Apostelkirche ist ein evangelisch-lutherisches Kirchengebäude in der bayerischen Stadt Greding und wurde 1967 nach Plänen der Architekten Georg und Ingrid Küttinger errichtet.

## Geschichte
Greding gehörte seit dem frühen Mittelalter als Urpfarrei zum Hochstift Eichstätt und war damit durchgehend katholisch.
Evangelische Christen ließen sich erstmals im 19. Jahrhundert in Greding nieder. Sie kamen durch Post, Bahn, Amtsgericht und Rentamt nach Greding. 1840 lebten hier drei evangelische Familien, 1850 waren es 24 und Ende des 19. Jahrhunderts 40 bis 50 Evangelische. Am 10. November 1901 wurde der erste evangelische Gottesdienst im Sitzungssaal des Amtsgerichtes Greding gefeiert und ein evangelischer Verein gegründet. 1920 wurde ein Grundstück zum Bau einer Kirche erworben. 1923 wurde in Greding eine Tochtergemeinde von St. Gotthard, Thalmässing, errichtet. Durch den Bau des Verstärkeramtes, der Autobahn, den Zuzug von Geschäftsleuten und ausgebombter Familien wuchs im Zweiten Weltkrieg die Zahl auf 300 Gemeindeglieder.
Nach dem Zweiten Weltkrieg kamen Heimatvertriebene hinzu; alle vier Wochen wurde ein evangelischer Gottesdienst in der katholischen Martinskirche gehalten. Mit der Verlegung der Wehrtechnischen Dienststelle 1961 nach Greding wuchs die Gemeinde weiter. Im selben Jahr wurde die Zuständigkeit des Pfarrers von St. Gotthard, Thalmässing, auf den Pfarrer von Schwimbach übertragen. Dieser hatte zuvor nur 230 Seelen zu betreuen. Der Religionsunterricht wurde weiter von Thalmässing aus an zwei Nachmittagen pro Woche durchgeführt. Im Februar 1963 wurde der Kirchenbauverein gegründet. 1963 übernahm auch der Pfarrer von Offenbau die pastorale Betreuung.
Seit 1. Dezember 1964 ist Greding eine selbstständige Kirchengemeinde im evangelischen Dekanat Thalmässing. 1965 wurde das 1920 erworbene Grundstück gegen das heutige Grundstück am Galgenberg getauscht, auf dem am 14. März 1966 der erste Spatenstich für die Kirche erfolgte. Am 1. Mai 1966 wurde der Grundstein gelegt.
1967 rutschte der 25 Tonnen schwere Turm der Münchner Firma Goldes bei der Anlieferung vom Tieflader und zerbrach. Er wurde später auf einem Rastplatz an der Bundesautobahn 9 repariert und danach wie geplant vor der Kirche aufgestellt.
Am 17. August 1967 wurde bei Firma Czudnochowsky in Erding die Glocken gegossen. Am 30. Oktober wurde die Glocken in Greding angeliefert. Die nach den Plänen des Architektenehepaares Georg und Ingrid Küttinger erbaute Kirche wurde am 10. September 1967 durch Oberkirchenrat Giegler eingeweiht. Eine Woche später besuchte Landesbischof Hermann Dietzfelbinger die Kirche. Seitdem die Pfarrstelle in Offenbau verwaist ist, wird die Gemeinde wieder von Thalmässing aus betreut.

## Ausstattung
Das Bauwerk hat zwölf Ecken, besteht aus Altmühltaler Naturstein und wurde erbaut von der Firma Adam Wein aus Beilngries. Vor dem Eingang zum Kirchenraum im Obergeschoss steht der hölzerne Kirchturm. Ein schlichtes Kreuz hängt über dem Altar. Dort steht auch der Taufstein. Die Kirchenbänke sind im Dreiviertelkreis um den Altar angeordnet. Hinter dem Altar ist die Orgel aufgebaut, die in Gegensatz zu anderen die Holzpfeifen als Prospekt hat. Im Untergeschoss ist ein Gemeindesaal.